# Hans Nowak
Hans Nowak (9. august 1937 i Gelsenkirchen – 19. juli 2012) var en tysk fodboldspiller (forsvarer).
Han spillede på klubplan hos henholdsvis Schalke 04, Bayern München og Kickers Offenbach, med længst tid (syv år) hos Schalke. Opholdet i Bayern var dog det mest succesfulde, idet han her var med til at vinde både to DFB-Pokaltitler og en udgave af Pokalvindernes Europa Cup.
Nowak blev desuden noteret for 15 kampe for det vesttyske landshold. Han deltog for sit land ved VM i 1962 i Chile, og spillede alle tyskernes fire kampe i turneringen.

## Titler
DFB-Pokal
- 1966 og 1967 med Bayern München

Pokalvindernes Europa Cup
- 1967 med Bayern München